# Мара Лазаревич
Мара Лазаревич е най-голямата дъщеря на княз Лазар Хребелянович и Милица Хребелянович. Около 1371 г. е омъжена за деспот Вук Бранкович, от когото има трима сина – Григор Бранкович, Георги Бранкович и Лазар Бранкович. След смъртта на мъжа си в периода 1402 – 1412 г. Мара подкрепя синовете си да си възвърнат контрола върху бащините им земи, които по това време били присъединени към владенията на нейния брат и техен вуйчо Стефан Лазаревич. През 1412 г. тя водила преговори с помощта на една от сестрите си, Оливера Лазаревич, за помирението на Георги Бранкович и Стефан Лазаревич, които завършили с успех и през 1425/1426 г. Георги бил обявен за наследник на вуйчо си Стефан Лазаревич.
Мара Лазаревич починала на 12 април 1426 г.